# Tocado

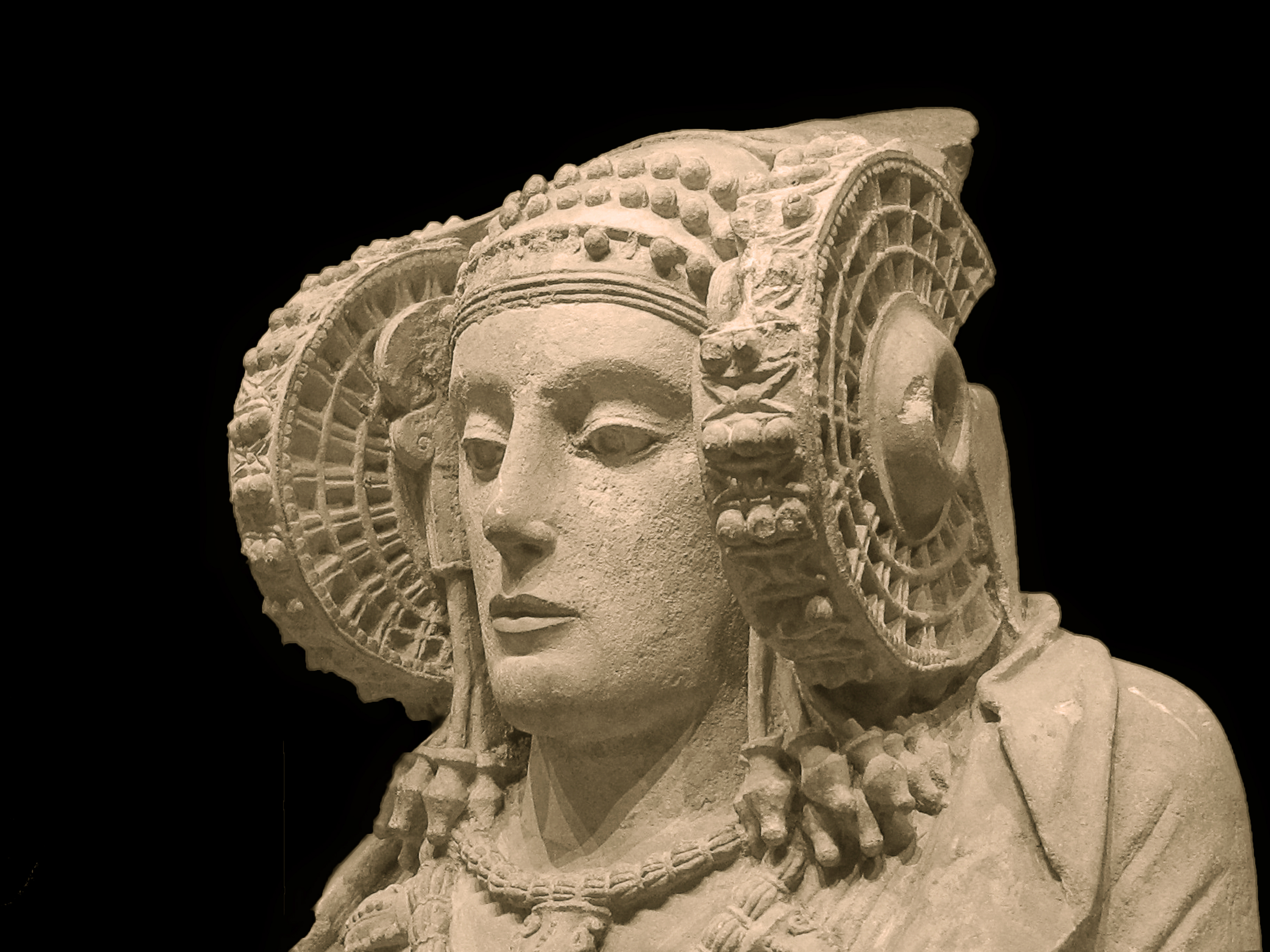
El singular tocado ibero de la Dama de Elche. Museo Arqueológico Nacional (España).

Un tocado es una prenda que de forma total o parcial se usa para cubrir la cabeza, y que en el tocado femenino incluye el peinado o adorno de los cabellos y el conjunto de elementos que lo componen. El término puede aplicarse también a una variada tipología de prendas de la misma raíz (tocas, toquillas) y hacerse extensivo a sombreros, cofias, cascos, bonete, pañuelos, pañolones, pañoletas, cintas, encajes, etc.

## Historia

### De la Edad Media al Renacimiento
La evolución del tocado femenino, entre los siglos XIII y XV en Europa, ofrece una rica y caprichosa variedad de modelos:
1. La crespina de seda en soporte de alambre asociada al uso del barboquejo («barbuquejo, caramielo, carrillera») y el «fillet», un recurso de la indumentaria femenina para suavizar la prohibición moral de que la mujer llevase sus cabellos al descubierto.[4]
2. El «velo encrespado», contemporáneo de la aparición de la crespina y también conocido como «peinado nebula» o «tocado nebula». Se formaba a partir de un semicírculo de lino que enmarcaba la cabeza.
3. El «fillet», siguiendo diseños muy primitivos, se construyó a partir de dos rodetes huecos que servían para llevar dentro el pelo.
4. El «tocado cojín»: un rodete almohadillado sobre una redecilla. El pelo formaba dos abultamientos o «templers» conseguidos peinándolos en espiral sobre las orejas (en los modelos menos discretos y más atrevidos, los dos «templers» llegaban a superar el doble del ancho de la cara.
5. Hacia 1410 comienza el uso del estrambótico «tocado de cuernos», simulando la ancha cornamenta de una vaca gracias a una estructura de alambre y con un velo cosido uniendo los extremos romos de las astas. Un modelo evolucionado de origen francés y muy desarrollado entre 1450 y 1470 fue el «tocado de cuernos con armadura de trufas» y cubierto de velos.[5] Similar a estos modelos en aspecto y estructura fue el «tocado de corazón».
6. En la España del siglo XV se hizo muy popular el discreto «chapel», tocado formando una diadema.
7. A partir de la segunda mitad del siglo XV los tocados —variadísimos— ganaron en altura, llegando a formar estructuras de difícil equilibro. De este tipo fueron el «tocado tubo de chimenea» —con su típico velo cosido en la parte más alta—, el «tocado turbante» y el «tocado salchicha alargado», llamado así por estar construido con un rollo o «salchicha» de tela acolchada y colocada sobre la frente como una estrecha letra ‘U’. Es obvio que toda esta terminología es una convención de los investigadores y que en su época no se llamaban así.[6]

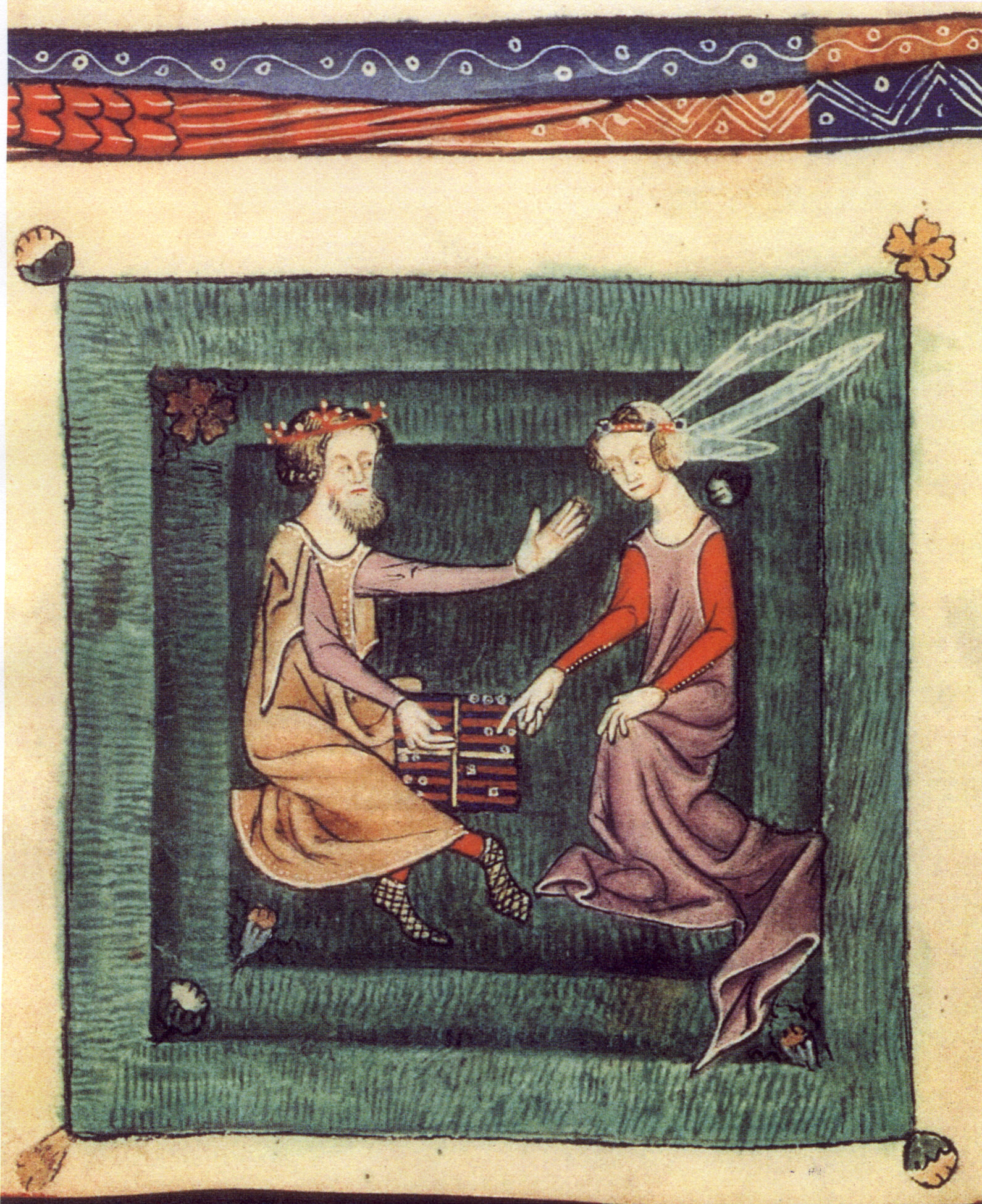
El "tocado mariposa" en una escena iluminada del Salterio de Luttrell (hacia 1325-1335).

1. Típico en Francia fue el «hennin» («tocado aguja») que en la vecina Inglaterra se convirtió en un cono truncado similar al referido «de tubo de chimenea», aunque algunos especialistas proponen el nombre de «macetero».
2. En esta fantasía de tocados renacentistas, quizá el más espectacular fue el «tocado mariposa», llamado así por disponer de un velo trasparente como dos alas de mariposa, levantado sobre una estructura de alambre provista de un gorrito para «guardar» el pelo recogido; muy de moda hasta 1485.
3. Muy frecuente en la iconografía de las reinas y cortesanas europeas del siglo XVI fue la llamada toca de papos, similar a la que en el siglo XXI ofrecen las orejeras de diadema con sus abultados pompones.[7]

## Evolución del tocado en España

### Tocados iberos
La Dama de Baza, la Dama oferente y la Dama de Elche muestran sorprendentes ejemplos del arte del tocado en la mujer ibera, grandes rodetes trenzados y mitras cónicas que complementaban con diadema y grandes pendientes. Precisamente serán las diademas y tiaras los tocados más frecuentes en la Hispania Romana, habida cuenta de la costumbre de la mujer romana -funcional como casi todo en ese Imperio- de llevar el pelo al descubierto y con sencillos peinados, salvo en las jóvenes.

### Siglos V al XV
1. En sus Etimologías, san Isidoro dejó noticia de un tocado, el «capitulare», y el dato importante de que las doncellas llevasen el pelo suelto, moda que perduraría en la península ibérica durante varios siglos.[10]
2. El tocado, de origen bizantino del periodo románico que, cubriendo la cabeza, cuello y hombros, podía descender hasta el pecho.
3. Tocado «español» que enmarca el rostro con tiras de tela rizada y se sujeta con un bonete.
4. Tocados «puramente españoles», como el que presenta «elementos laterales cónicos o planos» por encima de la copa, o el tocado «casi cilíndrico», más alto que el birrete masculino. Excelentes ejemplos de ambos modelos se encontraron en el convento burgalés de Las Huelgas. Hay que anotar también que, como signo de permanencia de la estética musulmana, estos tocados «españoles» se combinaban a menudo con «tocas o bandas rizadas de tela» que a modo de velo llegaban a tapar parte del rostro.[11]
5. Tocado del periodo tardío (siglos XII al XIV), tras las cruzadas, similar a un turbante, a partir de una larga y estrecha pieza de tela enrollada a la cabeza.
6. Tocado de una sola pieza dejando el cuello a la vista o cubriéndolo con otro complementario, también del románico tardío y que se conservaría hasta finales del siglo XV).[12]
7. Las tecas, original tocado que llegaba a cubrir la cara —y evidente origen— en el periodo de transición de los siglo XIV y XV.[13]

### sigloXVI

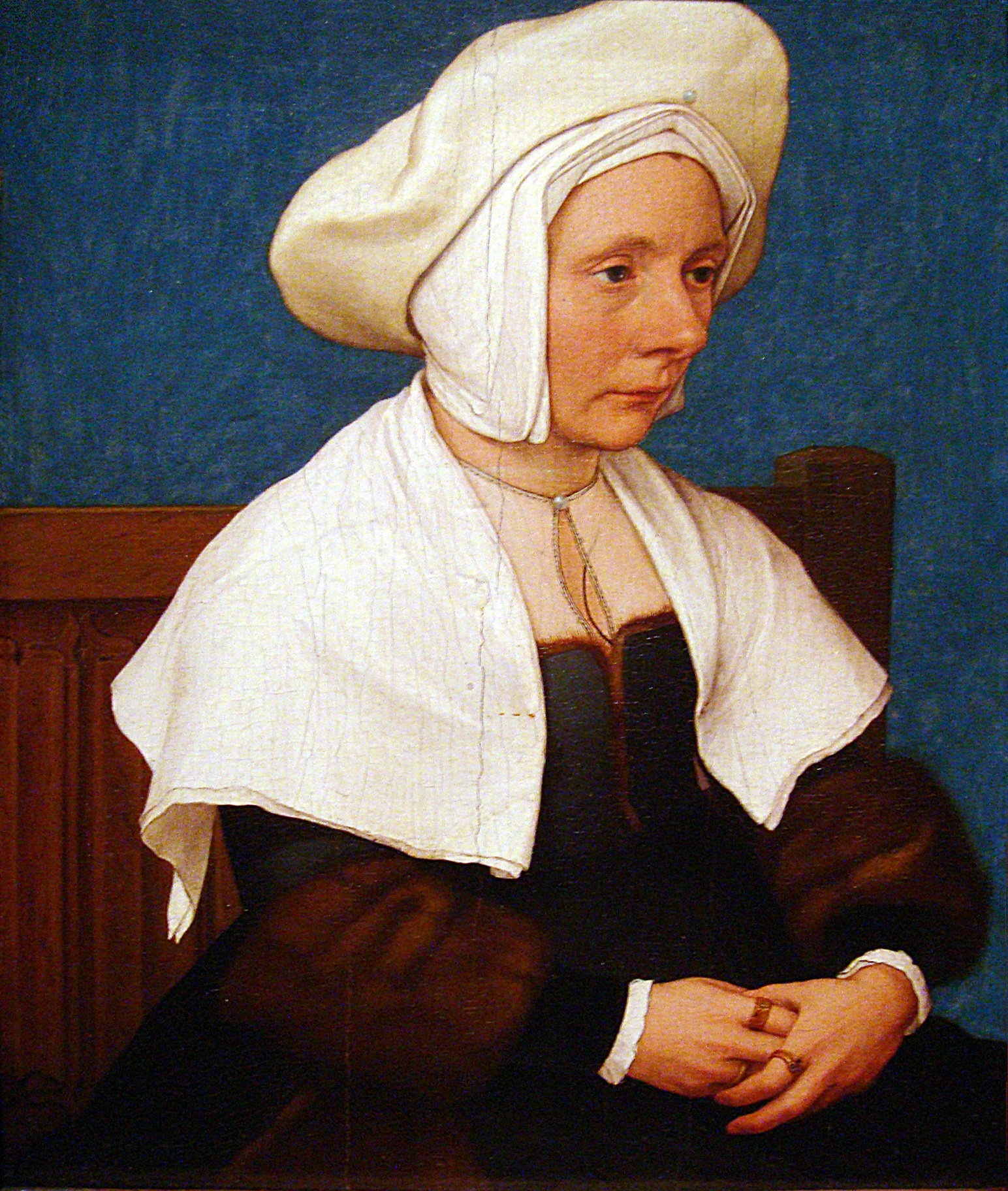
Dama con una cofia blanca en la cabeza..

Los tocados españoles, siguiendo la costumbre de la mujer renacentista europea de llevar cubierta la cabeza- y recogiendo influencias de Borgoña y los estados que luego compondrían Italia desarrollaron un importante capítulo en la moda de los complementos del vestir de la mujer, a excepción de en las doncellas. Ordenándolos por grupos más afines:
- Tocados, como los «chapeles» o las «tiras de cabeza» (adornos imitando diademas), que enmarcaban el rostro de la mujer española renacentista reforzando el peinado típico del cabello liso tapando parte de las mejillas.[5]
- Tocas: confeccionadas habitualmente en lino, holanda y sedas finas. A partir de una cierta edad muchas mujeres usaban tocas trasparentes sobre la cofia (quizá como signo de rango o riqueza).

- Las garlandas, que solían usarse junto con la toca.
- Cofias o albanegas: confeccionadas con las mismas telas que las tocas, aunque con un corte más elaborado que se adaptaba a la forma de la cabeza. De entre los diversos modelos, sobresale la cofia de tranzado (con a) que aparece al final del siglo XIV, provista de una cola en la que podía introducirse la trenza, por lo general adornada con cintas. Entre las cofias de red, asimismo originadas en el siglo XIV, están las «crespinas» —hechas con hilos de oro, plata y perlas— y los «capillejos» de seda.[5]

## Simbolismo
El tocado, en muchas de sus variantes, influye en la representación, puesto que un tocado sobre la cabeza parece aumentar la estatura. Los guerreros antiguos usaban cascos, de cuero o metálicos, que además de proteger contra los golpes del rival tenían penachos llamativos para atemorizar al rival, del mismo modo que muchos animales erizan pelos o plumas. En este sentido pueden tener su origen las coronas de reyes y nobles, o los voluminosos turbantes del Imperio otomano, que servían tanto para identificar la ocupación del portador, como para resaltar la importancia de su cargo o función en la sociedad. El tocado de boda es una corona, tradicionalmente de azahares, que lleva la novia sobre la cabeza para sostener el velo.

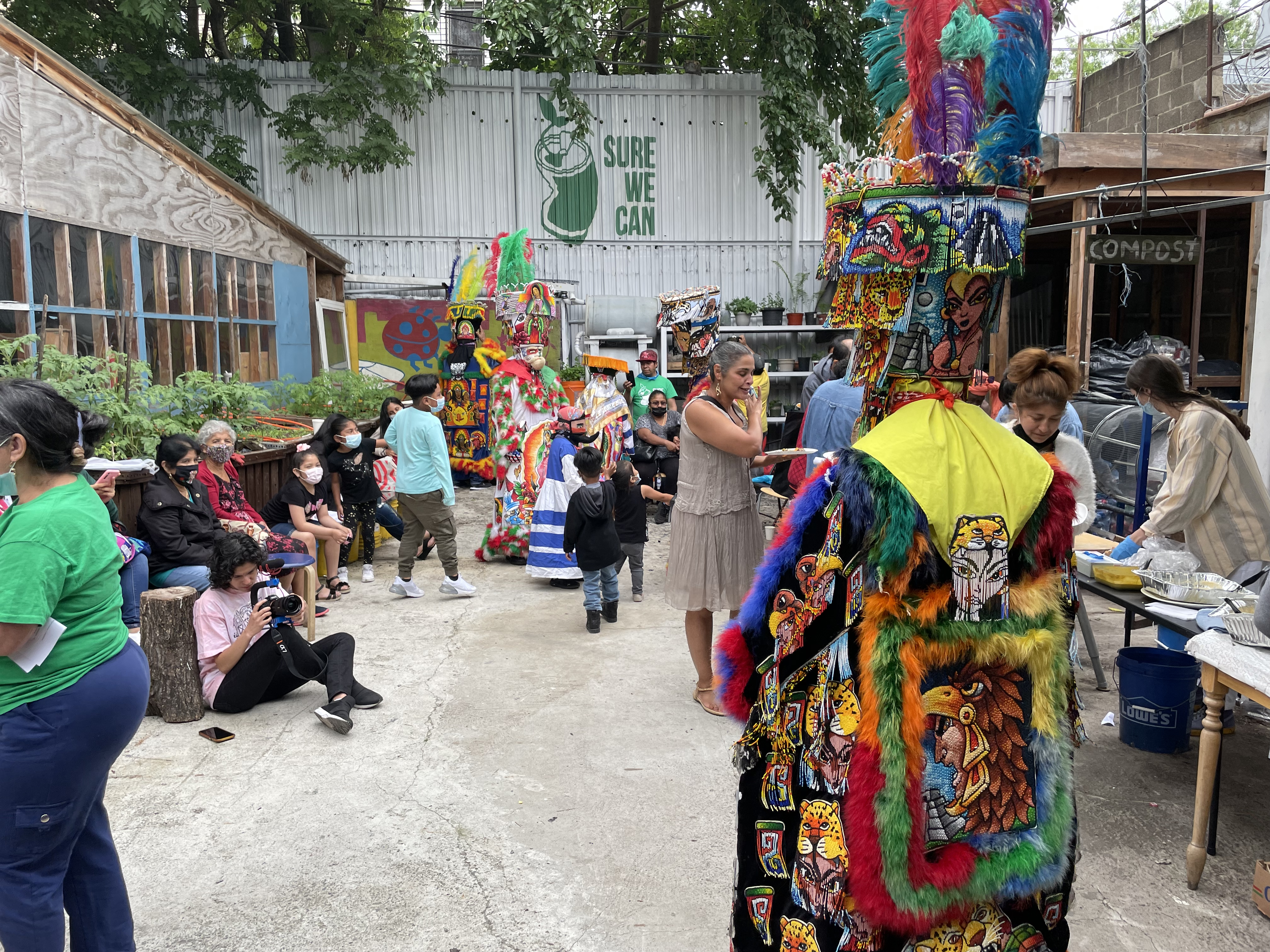
Centro de reciclaje sin ánimo de lucro Sure We Can, Brooklyn, NYC, June 2021